# Kurt Haber
Kurt Haber (ur. 4 lipca 1895 w Bytomiu, zm. 20 grudnia 1916 w okolicach Péronne) – as lotnictwa niemieckiego Luftstreitkräfte z 5 potwierdzonymi zwycięstwami w I wojnie światowej.
Urodzony w Beithen (obecnie Bytom) na Górnym Śląsku, Kurt Haber odbył szkolenie z pilotażu w bawarskim Feldflieger Abteilung Nr. 6 na początku 1916 roku. Pierwsze dwa zwycięstwa powietrzne odniósł wspólnie ze swoim obserwatorem podporucznikiem Kuhlem. Później latał w jednej z Fokkerstaffel, aby w momencie tworzenia w październiku 1916 roku eskadry myśliwskiej Jagdstaffel 15, dołączyć do jej składu. W jednostce odniósł swoje piąte zwycięstwo. Na przełomie listopada i grudnia 1916 roku został przeniesiony do Jagdstaffel 3. 20 grudnia został zestrzelony w okolicy Péronne w departamencie Somma we Francji. 